# Univision (Latinoamérica)
Univision es un canal de televisión por suscripción latinoamericano de origen bi-nacional (México y Estados Unidos), propiedad de TelevisaUnivision y operado a través de su filial TelevisaUnivision Content Licensing. Las emisiones iniciaron el 30 de marzo de 2020 como reemplazo de la señal panregional de Unicable.
Su programación es generalista, se centra en la emisión de programas creados y producidos por Televisa y Univision, de las cuales se encuentran de entretenimiento, estilo de vida, moda, salud, espectáculos, telenovelas y series dramáticas, programas de noticias y deportes para la audiencia latinoamericana.

## Historia
El 21 de enero de 2020, se anuncia que Univision Communications en conjunto con Televisa Networks, planean lanzar un canal basado en la señal de Univision, que estará disponible en toda Hispanoamérica. La señal será operada por Televisa Networks, quien también estará a cargo de la distribución y venta en toda la región. Ambas compañías colaborarán en conjunto para la programación, ofreciendo en ella, los programas producidos por Univision como El gordo y la flaca, Primer Impacto, Despierta América, y la antigua versión para Estados Unidos de Contacto Deportivo y algunos noticieros de Univision Noticias, mientras que de parte de Televisa, son la inclusión de su catálogo de telenovelas y series de televisión (de drama y comedia).
Finalmente, el 30 de marzo de 2020, la señal sale al aire, contemplando un 70% de programación original y simultáneo de Univision y el restante será contemplado para los contenidos originales de Televisa. El canal reemplazó a Unicable en toda Hispanoamérica con la excepción de México.
El 3 de mayo de 2021, Univision ingresó a la oferta de DirecTV en el canal 760, en reemplazo de TVE Internacional.
El 24 de febrero de 2024, la operadora satelital Simple TV anunció el ingreso de Univisión a su oferta de canales para Venezuela para el 29 de febrero, en reemplazo de TCM.